# Los Reyes Acatlixhuayan
Los Reyes Acatlixhuayan är en ort i Mexiko, tillhörande kommunen Temamatla i delstaten Mexiko. Los Reyes Acatlixhuayan ligger i den centrala delen av landet och tillhör Mexico Citys storstadsområde. Orten hade 1 105 invånare vid folkräkningen 2010.